# Bir Kasd Ali
Bir Kasd Ali è un comune dell'Algeria, situato nella provincia di Bordj Bou Arreridj.